# Chumatlán, Puebla
Chumatlán är en kommunhuvudort i Mexiko.   Den ligger i kommunen Francisco Z. Mena och delstaten Puebla, i den sydöstra delen av landet, 180 km nordost om huvudstaden Mexico City. Chumatlán ligger 399 meter över havet och antalet invånare är 1 724.
Terrängen runt Chumatlán är kuperad åt sydväst, men åt nordost är den platt. Chumatlán ligger uppe på en höjd. Runt Chumatlán är det tätbefolkat, med 356 invånare per kvadratkilometer. Närmaste större samhälle är Coyutla, 8,1 km nordväst om Chumatlán. Omgivningarna runt Chumatlán är en mosaik av jordbruksmark och naturlig växtlighet.